# Nikaragvanska kordoba
 Ovo je glavno značenje pojma Nikaragvanska kordoba. Za druga značenja pogledajte Córdoba.
Nikaragvanska kordoba, (španjolski: córdoba nicaragüens ili córdoba de oro), ISO 4217: NIO, službeno je sredstvo plaćanja u Nikaragvi. Dijeli se na 100 centava. Valuta je dobila ime po utemeljitelju Nikaragve Franciscu Hernándezu de Córdobi. Kovanice i novčanice izdaje Središnja banka Nikaragve, i to: kovanice od 5, 10, 25, 50 centava i 1 i 5 córdobe, te novčanice od 10, 20, 50, 100 i 500 córdoba. Valuta se označava simbolom C$.
Do sada su tiskana tri izdanja córdobe. Prvo izdanje predstavljeno je 20. ožujka 1912. godine. Tada je córdoba zamijenila dotadašnji peso u omjeru 12,5 pesosa za 1 córdobu. 15. veljače 1988. predstavljena je druga córdoba, a 30. travnja 1991. i treća, nazvana i zlatna córdoba, koja je u srpnju 2008. vrijedila približno 5 američkih centi. 

## Vanjske poveznice
- Središnja banka Nikaragve